# Rosa Bandet-galan
Rosa Bandet-galan är en insamlingsgala som arrangeras av Cancerfonden med mål att samla in stöd för bröstcancerforskningen. Galan har TV-sänts varje höst i TV3 sedan 2004 och producerades av Baluba 2004–2012. Sedan 2013 produceras galan, som nu bytt namn till "Tillsammans mot cancer" av Meter Film & Television.

## 2017
"Tillsammans mot cancer-galan" direktsändes 9 januari i TV4, från Annexet, Stockholm.
Programledare: Tilde de Paula Eby och Bengt Magnusson. 
- Musikartister: Magnus Carlson, Tommy Nilsson, Loreen med Linnea Olsson, Magnus Uggla, Sabina Ddumba.

## 2016
"Nej till cancer-galan" direktsändes 11 januari i TV4, från Annexet, Stockholm.
Programledare: Tilde de Paula Eby och Bengt Magnusson. 
- Musikartister: Martin Almgren (IDOL), Darin, Robin Stjernberg, Petra Marklund, Sven-Bertil Taube.

## 2015
"Tillsammans mot cancer-galan" direktsändes 27 oktober i TV-kanalen Sjuan, från Cirkus, Stockholm. 
Programledare: Tilde de Paula Eby och Kristin Kaspersen. 
- Musikartister: Lisa Nilsson, Jonas Gardell med Tensta Gospel Choir, Bo Kaspers Orkester, Benjamin Ingrosso och Albin Johnsén med Mattias Andreasson.

## 2014
"Tillsammans mot cancer-galan" direktsändes 27 oktober i TV-kanalen Sjuan, från Cirkus, Stockholm.
Programledare: Tilde de Paula Eby och Kristin Kaspersen. 
- Musikartister: Jill Johnson med Linnea Henriksson, Mando Diao, Molly Sandén med Ulrik Munther och Tensta Gospel Choir.

## 2013
Rosa Bandet-galan i TV-kanalen Sjuan, under nya namnet "Tillsammans mot cancer", från Cirkus, Stockholm i oktober.
Programledare: Tilde de Paula Eby och Kristin Kaspersen. 
- Musikartister: Lisa Nilsson, Charlotte Perrelli, Rickard Söderberg, Peter Jöback, Nils Landgren och några av årets deltagare ur TV-programmet Idol.

## 2012
Rosa Bandet-galan direktsändes onsdag 31 oktober i TV3, från Cirkus i Stockholm.
Programledare: Renée Nyberg.
- Musikartister: Lill-Babs, Sonja Aldén, Linda Sundblad, Jill Johnson, Sanne Salomonsen, Alex Saidac, Arja Saijonmaa, Pauline Kamusewu och Molly Sandén.

## 2011
Rosa Bandet-galan direktsändes onsdag 26 oktober i TV3, från Louis De Geer konsert & kongresshall/Värmekyrkan i Norrköping.
Programledare: Renée Nyberg, Hasse Aro samt Anders Borg, Ragnar Dahlberg, Magnus Hedberg (Lyxfällan), Patrik Grimlund (Lyxfällan) mfl.
- Musikartister: Eldkvarn, Ane Brun, Agnes, Samuel Ljungblahd, Peter Johansson, Nicke Borg, Norrköpings Symfoniorkester m.fl.

## 2010
Rosa Bandet-galan direktsändes  torsdag 28 oktober i TV3, från Lisebergshallen Göteborg.
Programledare Renée Nyberg och Hasse Aro.
- Musikartister: Peter Jöback, Bo Kaspers Orkester, Lisa Miskovsky, Helen Sjöholm och dansgruppen Twisted Feet.

## 2009
Rosa Bandet-galan direktsändes torsdag 29 oktober i TV3, från Malmö Arena.
Programledare Renée Nyberg och Hasse Aro samt Erik & Mackan. 
- Musikartister: Leona Lewis (England), Sarah Dawn Finer, Måns Zelmerlöw, Escala (England), Damn!, Timbuktu, Tingsek, Pauline Kamusewu, Petra Mede, The Fantastic Four mfl.

## 2008
Rosa Bandet-galan direktsändes 28 oktober i TV3, från Globen Arena, Stockholm.
Programledare Renée Nyberg och Hasse Aro.
- Musikartister: José González, Anastacia (USA), Lena Philipsson & Orup, Sonja Aldén & Uno Svenningsson, Tommy Körberg samt Johan Petersson som medverkande gäst.

## 2007
Rosa Bandet-galan direktsändes 29 oktober i TV3, från Globen Annexet, Stockholm.
Programledare Renée Nyberg och Hasse Aro.
- Musikartister: Paul Potts (Storbritannien), Moneybrother, Sonja Aldén samt Footloose-musikalensemlen med Måns Zelmerlöw, Anna Sahlin, Peter Johansson samt dansare i ensemblen.

## 2006
Rosa Bandet-galan direktsändes 31 oktober i TV3 från Cirkus, Stockholm.
Programledare Renée Nyberg och Hasse Aro.
- Musikartister: Thomas Di Leva, Jill Johnson, Eric Gadd i duett med Petter.

## 2005
Rosa Bandet-galan direktsändes  i TV3, från Berns, Stockholm.
Programledare Renée Nyberg och Hasse Aro.
- Musikartister: Katie Melua (England), Charlotte Perrelli, Robert Wells, Nanne Grönvall.

## 2004
Bara bröst direktsändes 26 oktober i TV3 från Berns, Stockholm.
Programledare Renée Nyberg och Hans Wiklund.
- Musikartister: Pernilla Wahlgren i duett med Loa Falkman, Sylvia Vrethammar i duett med Papa Dee, Jan Johansen i duett med Kayo.
- Gäster: Komikern Felix Herngren som karaktären Dan Bäckman, friidrottaren Carolina Klüft, sportkommentatorn Lasse Kinch, Handbollsspelaren/tränaren Staffan Olsson, fotbollsspelaren Kennet Andersson, teve-kocken Tina Nordlund, Susanne Ljungskog samt Ara Abrahamian.